# Evkalipt
Evkalípt (znanstveno ime Eucalyptus) je največje drevo v skupini listnatih dreves. Njegove liste rade jedo koale.